# Кільчин (струмок)
Кільчин — струмок в Україні у Самбірському районі Львівської області. Права притока річки Дністра (басейн Дністра).

## Опис
Довжина струмка приблизно 3,42 км, найкоротша відстань між витоком і гирлом — 3,06  км, коефіцієнт звивистості річки — 1,12 . Формується декількома струмками.

## Розташування
Бере початок на південних схилах хребта Кільчий Горб (644,0 м). Тече переважно на північний захід через село Верхній Лужок і впадає у річку Дністер.

## Цікаві факти
- У селі Верхній Лужок біля гирла струмок перетинає автошлях Н13[2] (автомобільний шлях національного значення на території України, Львів — Самбір — Ужгород. Проходить територією Львівської та Закарпатської областей.).